# 멀리사 에리코
멀리사 에리코(Melissa Errico, 1970년 3월 23일 ~ )는 미국의 배우, 가수, 작가이다.

## 출연 작품
- 러버보이 (2005)
- 어느날 그녀에게 생긴 일 (2002)
- 모킹버드 돈 싱 (2001)
- 프리퀀시 (2000)
- 느슨한 여자 (1996)